# St. Nikolaus (Ichenheim)

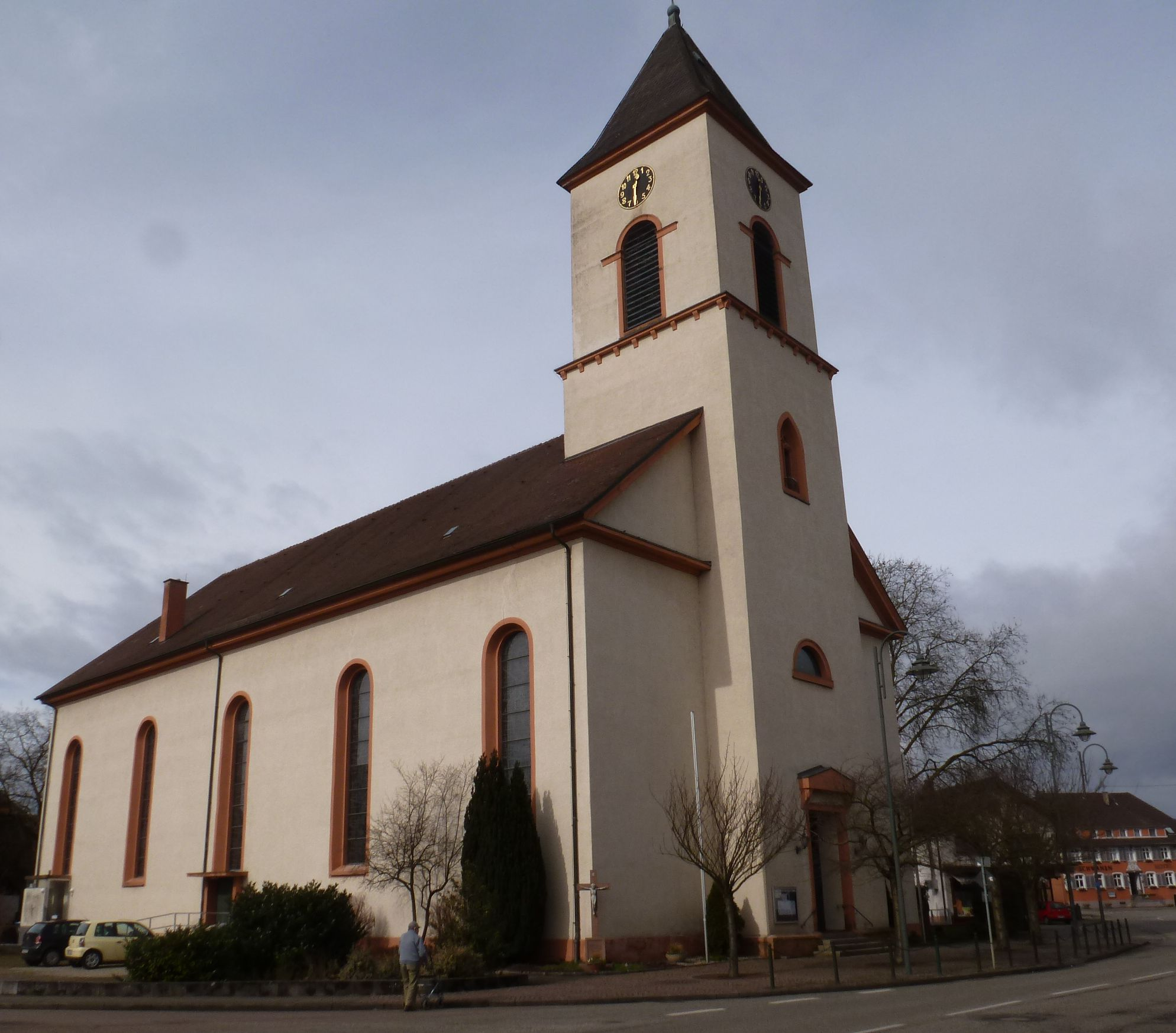
St. Nikolaus von Südost

St. Nikolaus ist die römisch-katholische Pfarrkirche von Ichenheim, einem Ortsteil der Gemeinde Neuried im baden-württembergischen Ortenaukreis. Sie wurde von Hans Voß, einem Schüler Friedrich Weinbrenners,  im Stil von Weinbrenners Klassizismus erbaut. Bekannt ist sie nicht zuletzt wegen der drei Altargemälde von Marie Ellenrieder. Die Pfarrgemeinde ist seit der Dekanatsreform am 1. Januar 2008 Teil des Dekanats Offenburg-Kinzigtal und seit Teil der 2015 begründeten Seelsorgeeinheit Schutterwald-Hohberg-Neuried des Erzbistums Freiburg.

## Geschichte

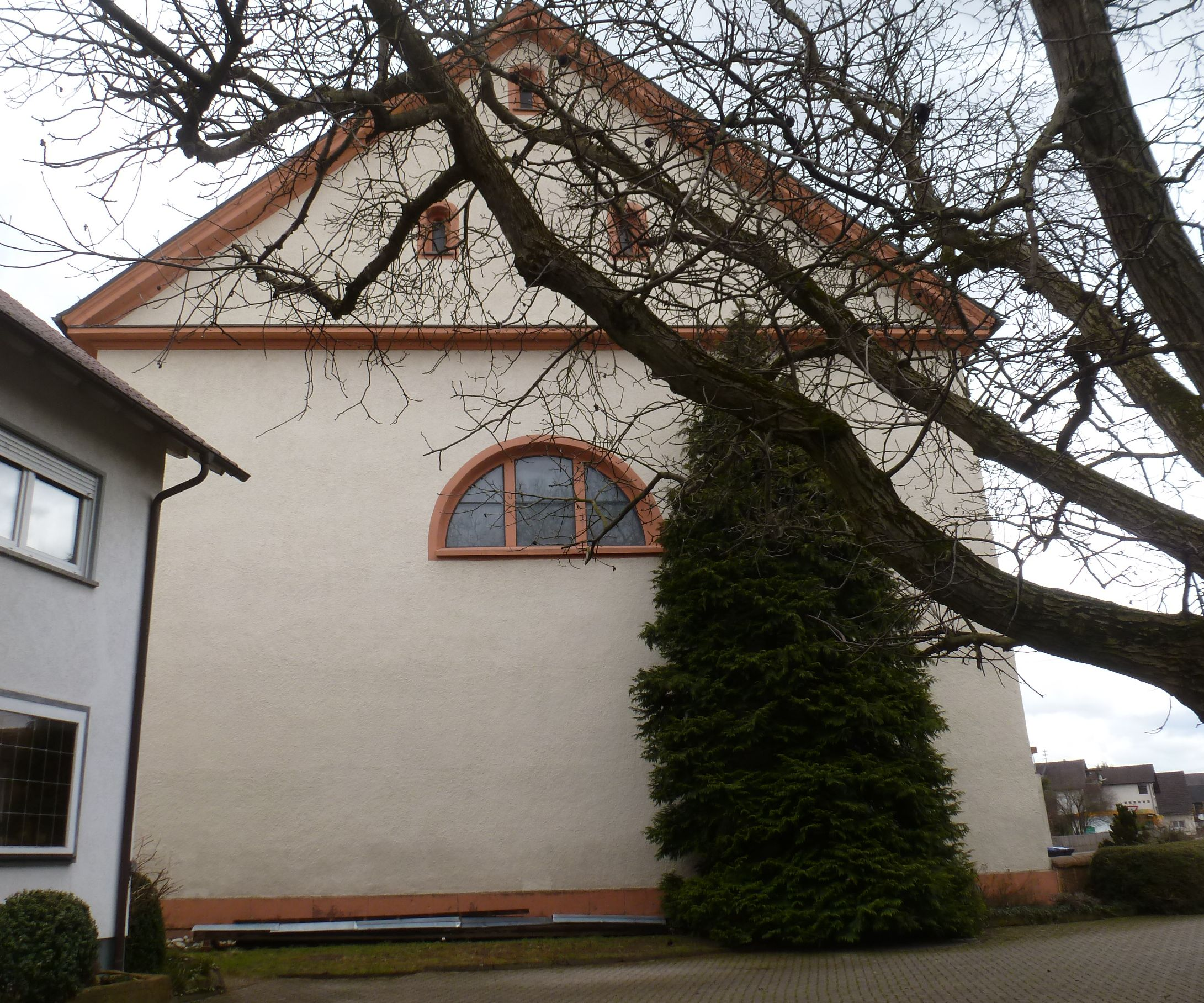
Ansicht von West mit dem innen vermauertem Halbkreisfenster

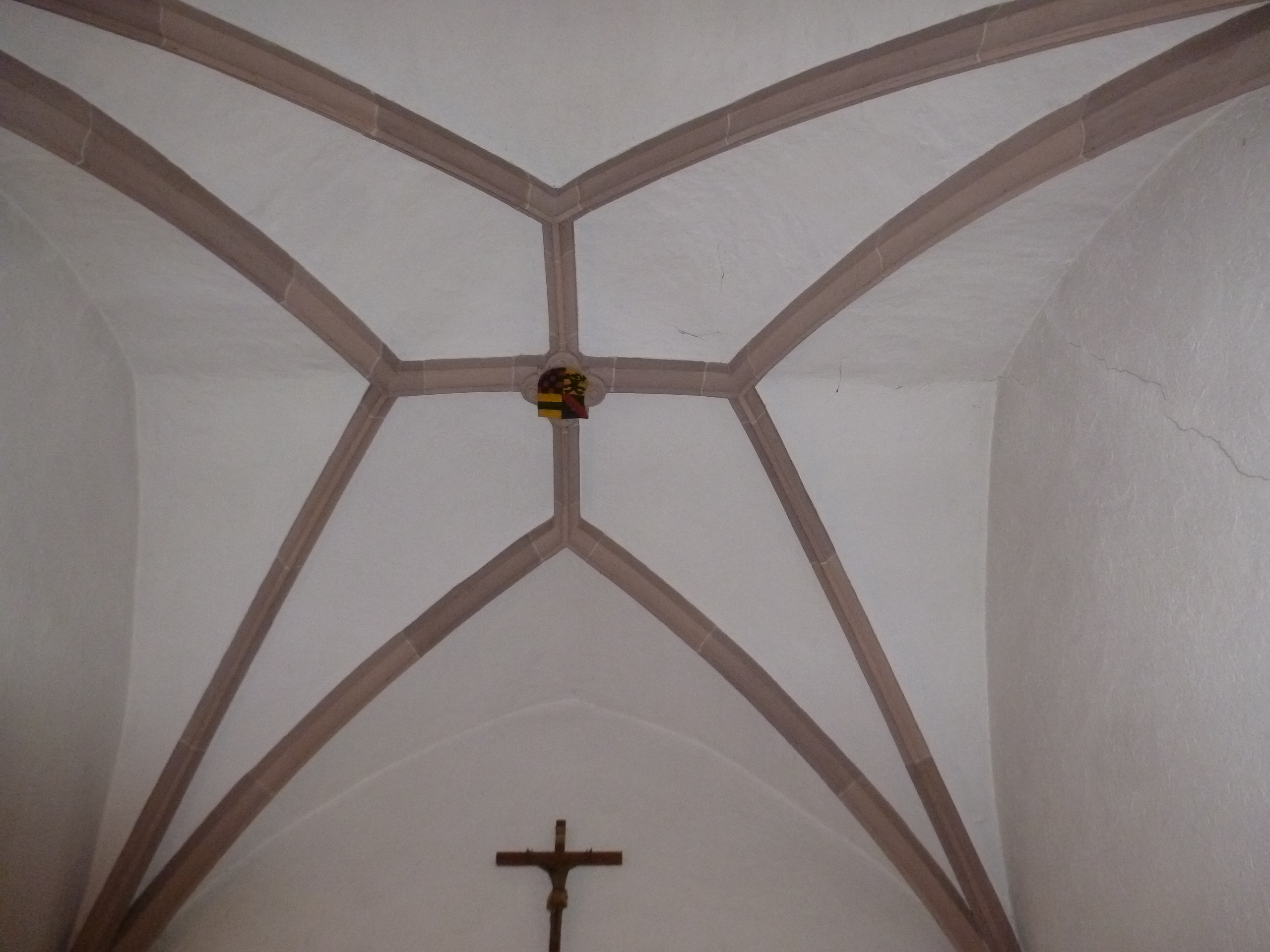
Gewölbe des Turm-Erdgeschosses

Ichenheim, wohl „Heim des Icho“, gehörte im 13. Jahrhundert den Herren von Geroldseck, und zwar deren Unterer Herrschaft Lahr. Im 15. Jahrhundert fiel es im Erbgang an die Grafen von Moers-Saarwerden, die sich die Herrschaft mit den Markgrafen von Baden teilen mussten. Bei einer Realteilung kam Ichenheim 1628 an den südlichen, katholischen, zur Markgrafschaft Baden-Baden gehörenden Teil, die Herrschaft Mahlberg.
Eine Pfarrei bestand in Ichenheim im 13. Jahrhundert, und 1398 ist von einer „ecclesia parochialis“, Pfarrkirche, die Rede. Sie war dem heiligen Petrus geweiht. Das Nikolaus-Patrozinium ist jüngeren Datums. Zu Ichenheim gehörte als Filialkirche St. Johannes im Nachbardorf Dundenheim. 1464 wurde die Pfarrei dem Kloster Gengenbach inkorporiert. Nach der Reformation ist erstmals 1554 in Ichenheim ein evangelischer Geistlicher bezeugt, und danach wechseln „die Geistlichen der beiden Glaubensrichtungen in bunter Reihenfolge, je nachdem die katholische oder die evangelische Herrschaft am Ruder ist.“ Zum Beispiel wurde Ichenheim bei der Realteilung 1628 „wieder katholisch, da Markgraf Wilhelm von Baden-Baden eine Teilung der Herrschaft Lahr und Mahlberg bewirkt hatte. Stracks ward nun der katholischen Religion wieder zur Geltung verholfen.  […] Dieser Besitzstand war jedoch nur von kurzer Dauer. Mit der Wendung des Kriegsglücks kam auf Schloß Mahlberg eine schwedische Besatzung. Die katholischen Geistlichen wurden schleunigst wieder verjagt. Sofort traten an ihre Stellen die protestantischen Prediger Mit der für die Sache des Protestantismus ungünstigen Schlacht von Nördlingen  […] kamen schlimme Zeiten für die Protestanten und ihre Geistlichen.“ Schließlich einigte man sich auf eine Verwendung von St. Nikolaus als Simultankirche, was sie blieb, bis sie durch einen Vertrag zwischen der politischen Gemeinde, der katholischen Kirchengemeinde – Pfarrer Eugen Bellert (1921–1992) – und der evangelischen Kirchengemeinde mit Wirkung vom 1. Juni 1960 ganz an die katholische Gemeinde kam. Für die evangelischen Christen wurde bald darauf die Auferstehungskirche gebaut.

## Baugeschichte
1674 erhielt die „ecclesia parochialis“ von 1398 einen neuen Helm für ihren Turm, einen Chorturm. Spätestens im 18. Jahrhundert wurde sie für die zahlenmäßig weit überlegenen Protestanten zu klein. 1779 fanden von 600 Protestanten nur 317 Platz. Um eine Lösung wurde Jahrzehnte gestritten, unter anderem der Bau einer neuen Kirche für die Protestanten erwogen, bis 1814 für die Fortdauer der Simultanfunktion entschieden wurde. „Beide Religionsteile waren damit zufrieden, daß nur ein Hauptaltar für den beiderseitigen Gebrauch errichtet werde und daß die Kosten dieses Altares und der zwei Nebenaltäre, auf deren einen die Statue des Kirchenpatrons St. Nicolaus, auf den anderen die Muttergottes von Bildhauerarbeit aufgestellt werden solle, auf die Gemeindekasse übernommen werden.“ Der katholische Verhandlungsführer, der spätere Bischof von Mainz Joseph Vitus Burg, erwirkte die Zustimmung des Ordinariats des Bistums Konstanz. Die Baupläne entwarf der von Seiten der großherzoglichen Regierung für das Amt Lahr zuständige Baumeister Hans Voß. Sein Lehrer, der badische Baudirektor Friedrich Weinbrenner, stimmte zu. Im Juni 1819 wurde der Grundstein gelegt, am 22. September 1822 die Kirche geweiht.
In den 1880er bis 1890er Jahren wurde das Innere historistisch umgebaut und ausgemalt, in einem Renaissance-Stil, der schon Jugendstil-Elemente aufwies. Der Hauptaltar erhielt einen renaissancehaften Aufbau. Dem Ende des Simultaneums 1960 folgte eine umfassende Erneuerung. Die gebogenen Wände, die zu Seiten des Hochaltars katholische und evangelische Sakristeien ausgeschieden hatten, wurden ersetzt, ein Rundbogenfenster über dem Hochaltar zugemauert, die Gips- durch eine Holzdecke, die alte Empore durch eine neue aus Stahlbeton ersetzt, der ganze Raum weiß gestrichen. Die Orgel der Gebrüder Stieffell aus Rastatt wurde durch die Manufacture d’Orgues Muhleisen restauriert.

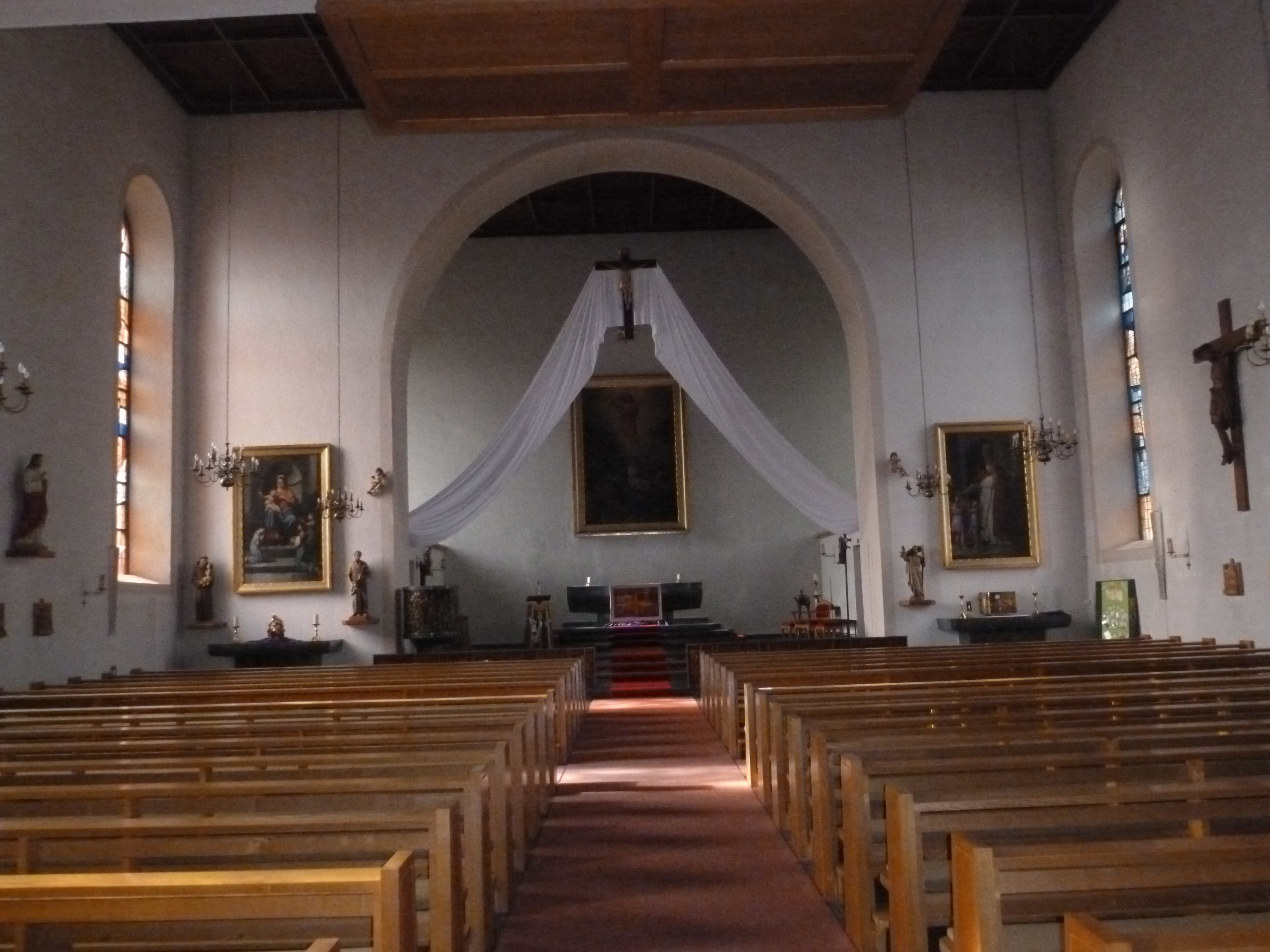
Inneres Richtung Chor

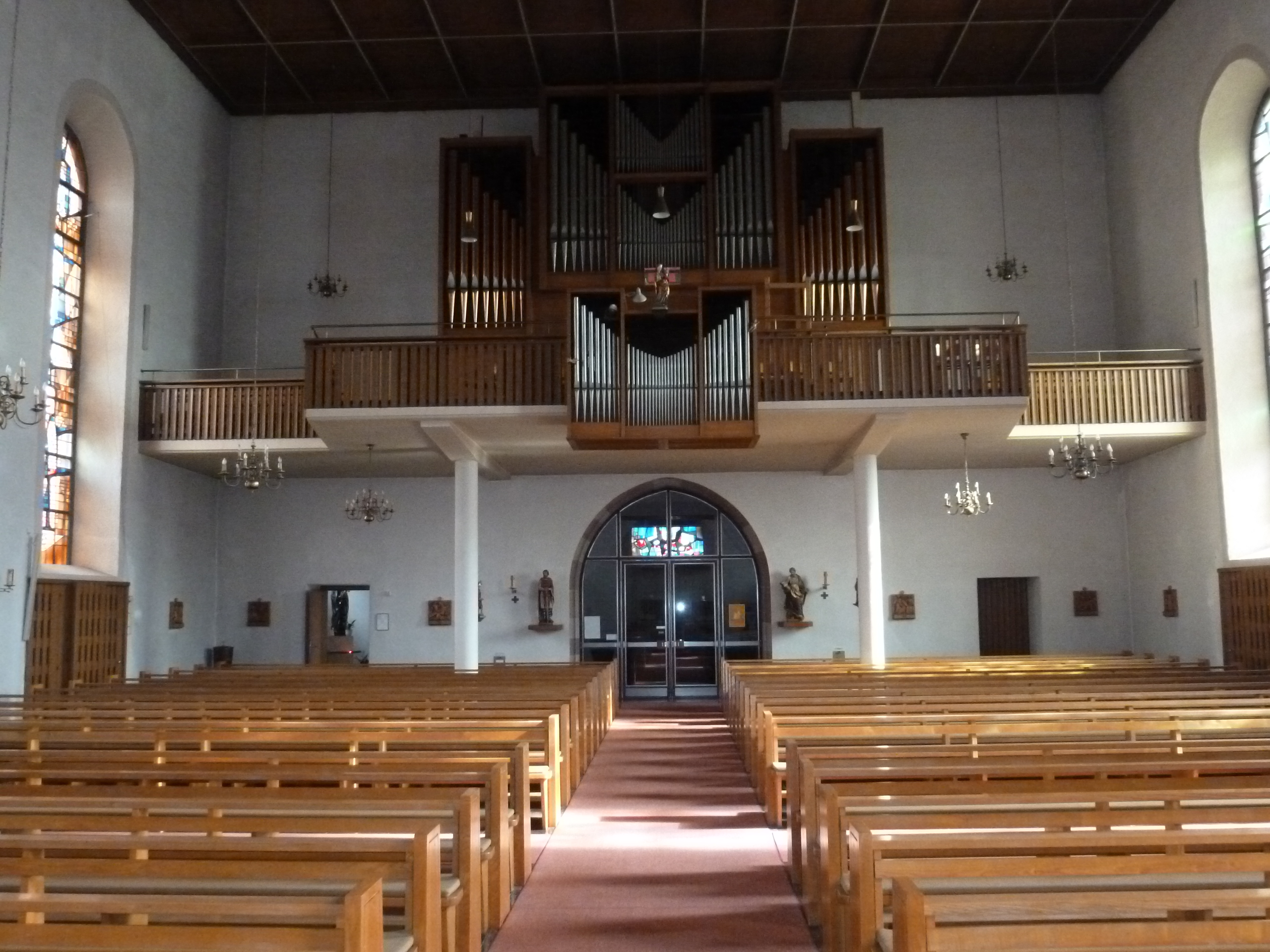
Inneres Richtung Haupteingang

## Gebäude
St. Nikolaus ist die erste von Hans Voß’ Landkirchen. Ihr folgten 1822 bis 1823 St. Johannes in Dundenheim, 1823 bis 1824 St. Bartholomäus in Ortenberg und dann viele weitere. Sie sind nüchtern bis karg. Es gibt kaum Schmuck. Der Turm steht in der Mitte der Eingangsseite. Die Formen sind genau begrenzt, aus Geraden und Kreisen konstruiert. Es ist der Weinbrenner-Stil, den die Katholiken auch „Scheunenstil“ nannten. „Bei näherer Betrachtung sieht man, daß mit diesen einfachsten Mitteln oft eine gute räumliche Wirkung erzielt wird. Es ist ein Typus, der sich nicht nur aus dem barocken Gotteshaus weiterentwickelt, sondern auch mit seiner Einfachheit unbewußt vor die barocke Ausprägung zurückgreift und Züge der schlichten Chorturmkirche wiederaufnimmt, die im Mittelalter unsere Landschaft beherrschte.“ In Ichenheim ist die Beziehung zu den Chorturmkirchen dadurch enger, dass Voß den vorhandenen Chorturm beibehielt und zum (östlichen) Eingangsturm umgestaltete.  An ihn schließt sich, ihn halb umgreifend, nach Westen ein Saal von fünf Achsen rundbogiger Fenster. Die östlichsten Fenster beleuchten Nebenräume zu Seiten des Turms. Merkwürdig ist die Bildung des Chors. Er ist der westlichste Teil des Saals, ohne Absetzung gegen das Schiff im Äußeren und im Inneren durch einen Chorbogen aus dem Gesamtraum herausgeschnitten. Sein Licht erhält er durch das westlichste Fensterpaar. Ein zusätzliches Halbkreisfenster in der Westwand wurde bei der 1960er Erneuerung innen zugemauert. Wände zur Bildung von Sakristeien wurden erst nachträglich eingezogen. 
Im Osten setzt sich das Traufgesims des Schiffs auf die Fassade fort und bildet mit den Giebeln ein Dreieck. Der etwas vortretende alte Chorturm gibt sich durch ein Spitzbogenfenster mit Fischblasenmaßwerk zu erkennen. Darüber hat Voß nach einem Gesims ein weiteres Geschoss mit rundbogigen Klangarkaden und einen geknickten Pyramidenhelm gesetzt. Ein Portal mit geradem Sturz unter einer Dreiecksverdachung führt in das Erdgeschoss des Turms. Es ist sterngewölbt, der Schlussstein mit einem viergeteilten Wappen versehen, und öffnet sich zum Schiff in einem Spitzbogen. Unter den mittleren Fenstern des Schiffs befindet sich jederseits ein weiterer Eingang.
Bei der jüngsten Renovierung, 1988, wurde der Innenanstrich erneuert. Zudem wurde ein in hölzernem Relief geschnitzter Kreuzweg der Firma Carl Ludwig, München, angebracht.

## Die Altargemälde
War zunächst für die Seitenaltäre „Bildhauerarbeit“ vorgesehen (siehe oben), so entschloss man sich 1820 zu Gemälden. „Durch die drei vorgeschlagenen Gemälde soll das Schnitzwerk überflüssig gemacht werden und diese Gemälde werden der Kirche zu mehrerer und dauernderer Zierde gereichen als geschnitzte Figuren und dem evangelischen Teil auf keinen Fall hinderlich sein.“ Dank Unterstützung durch Joseph Vitus Burg ging der Auftrag an Marie Ellenrieder – zum ersten Mal erhielt in Deutschland eine Frau den Auftrag zur Schmückung einer katholischen Kirche. Sie verlangte ein Honorar von 1650 Gulden. Zuerst malte sie für den linken Seitenaltar eine thronende Muttergottes mit Kind und drei Mädchen, die Blumen und Früchte bringen. Den Karton stellte sie in München aus und erntete einhelliges Lob. „Der originelle Geist, in welchem die Himmelskönigin gedacht ist, gibt durch das Großartige und Erhebende, einen ganz eigenen, schönen Contrast zu dem Zarten und Anmuthsvollen des Ausdrucks, welcher die Mädchen, die an dem Throne knieen, beseelt.“ Der Erfolg sicherte die Künstlerin gegenüber ihren Auftraggebern ab, und rechtzeitig zur Kirchweih 1822 wurden die Bilder fertig. Marie Ellenrieder selbst war mit ihrem Vater und einer Schwester bei der Aufstellung anwesend und empfand „riesige Freude“. Über dem rechten Seitenaltar hängt ein Bild des heiligen Nikolaus, dem zwei Engelchen ein Modell der Kirche entgegenhalten, über das er schützend die rechte Hand streckt. Am größten ist das Hochaltarbild, eine Auferstehung Jesu.

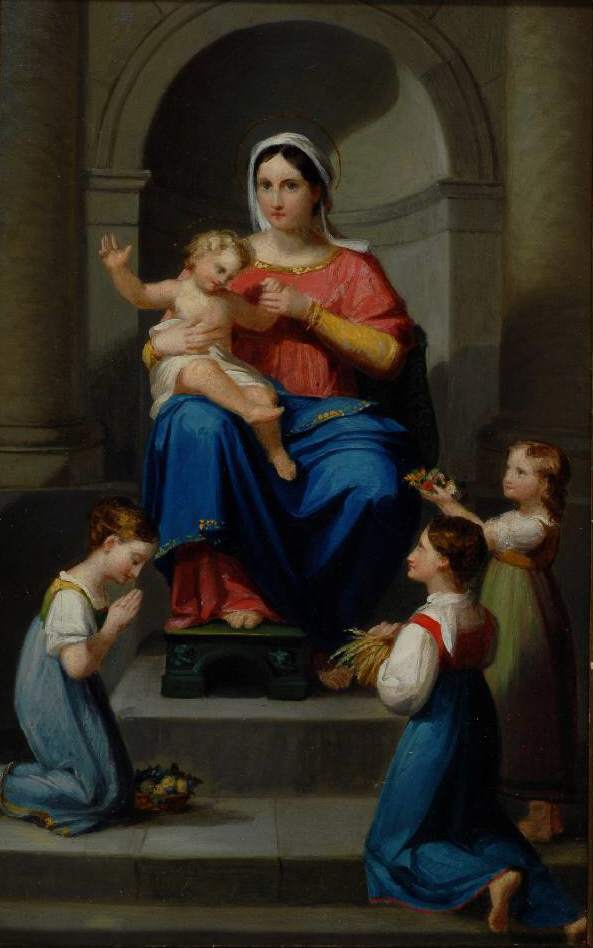
Maria und ihr Kind
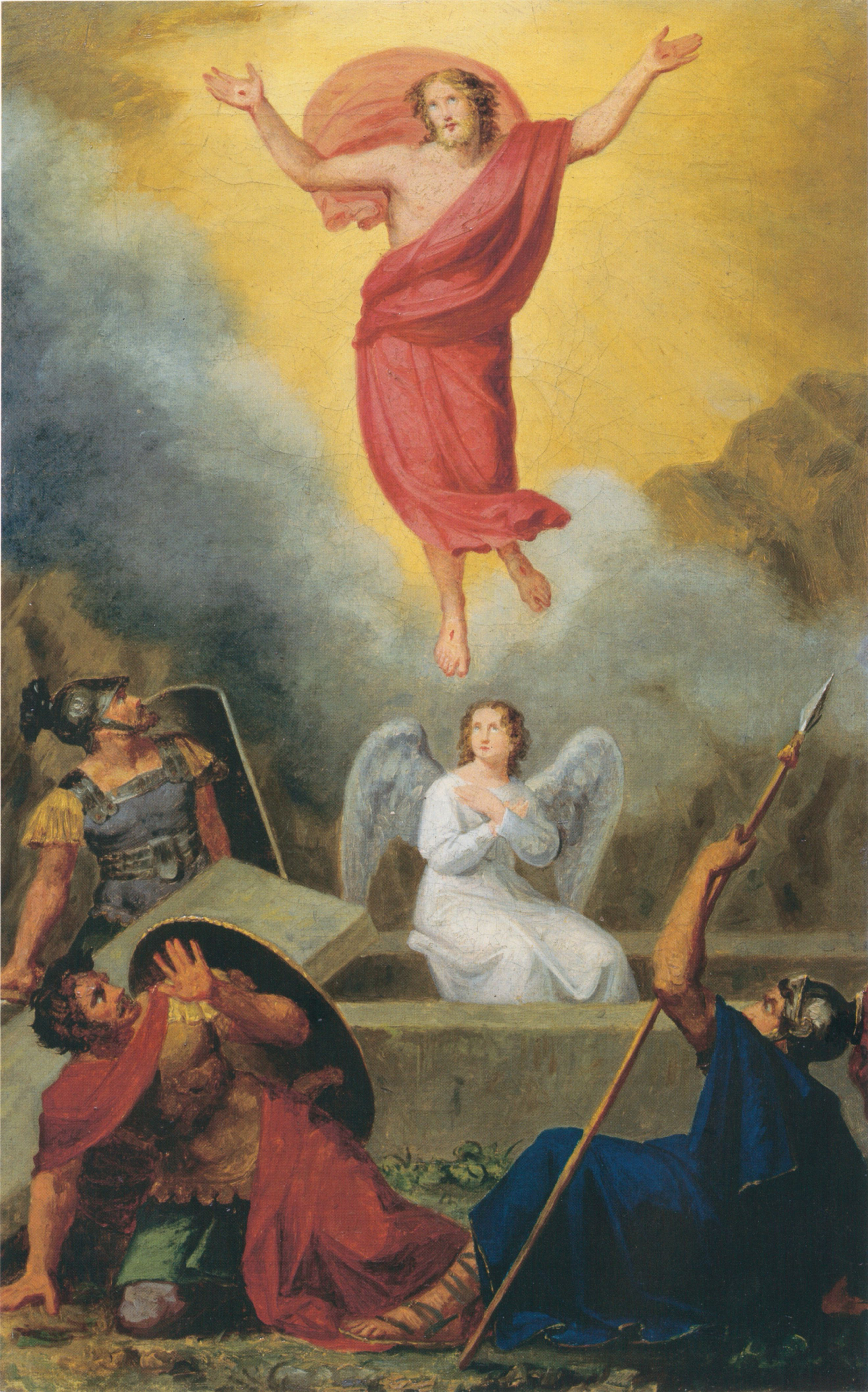
Ölstudie zur „Auferstehung“
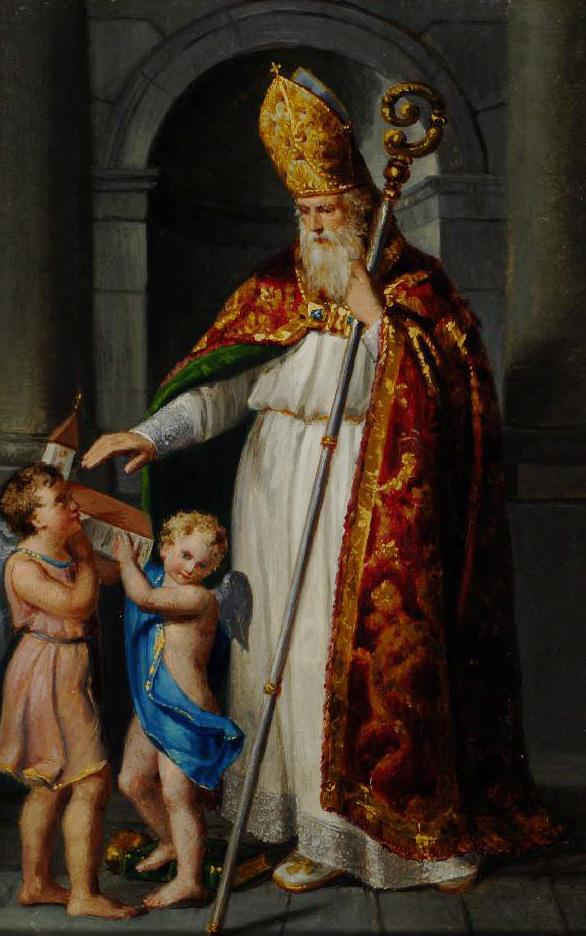
Nikolaus

Der Verfasser des ersten Œuvre-Katalogs, Friedhelm Wilhelm Fischer (1931–1981), fand bei aller herben, strengen Schönheit der Körper und Gewänder, bei aller Würde und allem malerischem Können „Leben und Wärme <...> seltsam getilgt“. Neuere Analysen werten anders. „Die drei Gemälde sind in ihrer stilistischen Auffassung noch deutlich klassizistisch inspiriert. <...> Vor allem die Figuren der thronenden Maria und des Hl. Nikolaus mit ihren auffallend individuell und lebendig gestalteten Gesichtern sind betont plastisch angelegt. Ihr ruhiges Sitzen und Stehen, begleitet von klar umrissenen, leuchtenden Lokalfarben sowie die sie hinterfangende Architekturkulisse unterstreichen ihre monumentale Erscheinung. Dem gegenüber wirkt der auferstehende Christus auf dem zentralen, heute entgegen der ursprünglichen Konzeption stark zurückversetzt hängenden Hochaltarbild klein und wenig prägnant, da sich sein heller Körper von dem ihn umgebenden Licht kaum abhebt.“ Modell zu Nikolaus „stand, wie in Ichenheim noch bekannt, ein alter Mann des Dorfes von prächtiger Statur, mit herrlichem Kopf und Bart, überdies, was für die damalige fortschrittliche Denkweise bezeichnend ist, ein Protestant.“

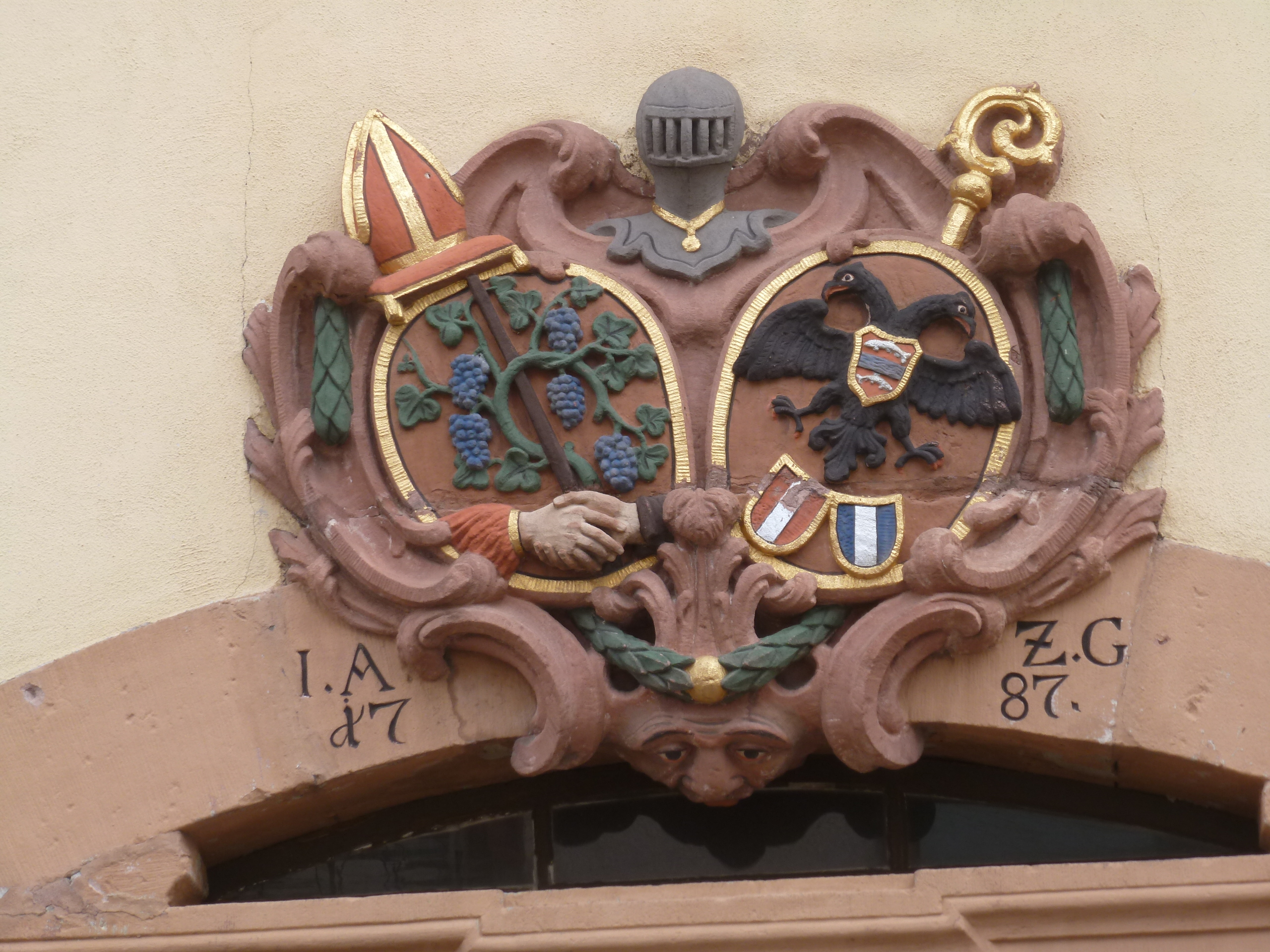
Wappen am Pfarrhaus

## Bedeutung
Die Vorhersage von 1820, Ellenrieders Bilder würden der Kirche eine dauerhafte Zierde sein (siehe oben), hat sich erfüllt. Der Kunsthistoriker Hans Jakob Wörner schreibt, nach der Renovierung von 1960 seien sie „in briefmarkenartiger Vereinzelung als letzte Relikte einer vergangenen Zeit übriggeblieben“; zum Bauwerk, selbst die radikale Purifizierung habe die souveräne Raumdisposition, „den großen Atem dieses mit scharfen Schnitten edel proportionierten klassizistischen Raumes nicht zu zerstören“ vermocht. „Wer die Kirche betritt, ist berührt von der Schlichtheit dieses Innenraumes. Sie hat ihr der Erbauer, der Weinbrennerschüler Hans Voß, wie allen seinen ‚Landkirchen‘ in unserem Raume, 1819 mitgegeben <...>. Diese Schlichtheit blieb ihr bis heute erhalten, was nicht selbstverständlich ist. Um so mehr ziehen des Betrachters Auge die Altargemälde an. Und dies mit vollem Recht.“